# Soendahoningzuiger
De soendahoningzuiger (Cinnyris ornatus, synoniem: Nectarinia jugularis ornatus) is een zangvogel uit de familie van de honingzuigers; dit zijn vogels die foerageren op de nectar van bloemen, maar ook op insecten, vooral in de tijd dat ze jongen verzorgen.

## Taxonomie
De vogel werd in 1827 door de Franse natuuronderzoeker René Primevère Lesson geldig als soort beschreven. De Franse naam is souï-manga distingué. Deze honingzuiger behoorde lange tijd als ondersoort tot het taxon Cinnyris jugalaris. In 2023 verscheen een uitgebreid onderzoek aan zowel het mitochondriaal DNA van al deze ondersoorten, als wel het verenkleed en het geluidenrepertoire. Hieruit bleek dat dit taxon (en een aantal verwante ondersoorten) kon worden afgesplitst als aparte soort.

## Kenmerken
De vogel is 10 cm lang. Zowel het mannetje als het vrouwtje hebben een heldergele buik en een dofbruine rug. Het volwassen mannetje heeft een staalblauwe borst, keel en voorhoofd.

## Ondersoorten en verspreiding
Er zijn acht ondersoorten:
- C. o. andamanicus: Andamanen.
- C. o. klossi: middelste en zuidelijke Nicobaren.
- C. o. proselius: Car Nicobar en meer noordelijke Nicobaren.
- C. o. blanfordi: Kondul (zuidelijke Nicobaren).
- C. o. flammaxillaris: Myanmar, Thailand, centraal en zuidelijk Indochina en noordelijk Maleisië (Malakka).
- C. o. ornatus: midden en zuidelijk (Malakka), Sumatra, Borneo, Java, Bali en Kleine Soenda-eilanden minus Sumba en Timor.
- C. o. polyclystus: Enggano (nabij westelijk Sumatra).
- C. o. rhizophorae: zuidelijk en zuidoostelijk China, Hainan en noordelijk Vietnam.

De leefgebieden liggen in diverse type bos, maar ook in tuinen en in de buurt van huizen. Het is vaak de meest voorkomende honingvogel.

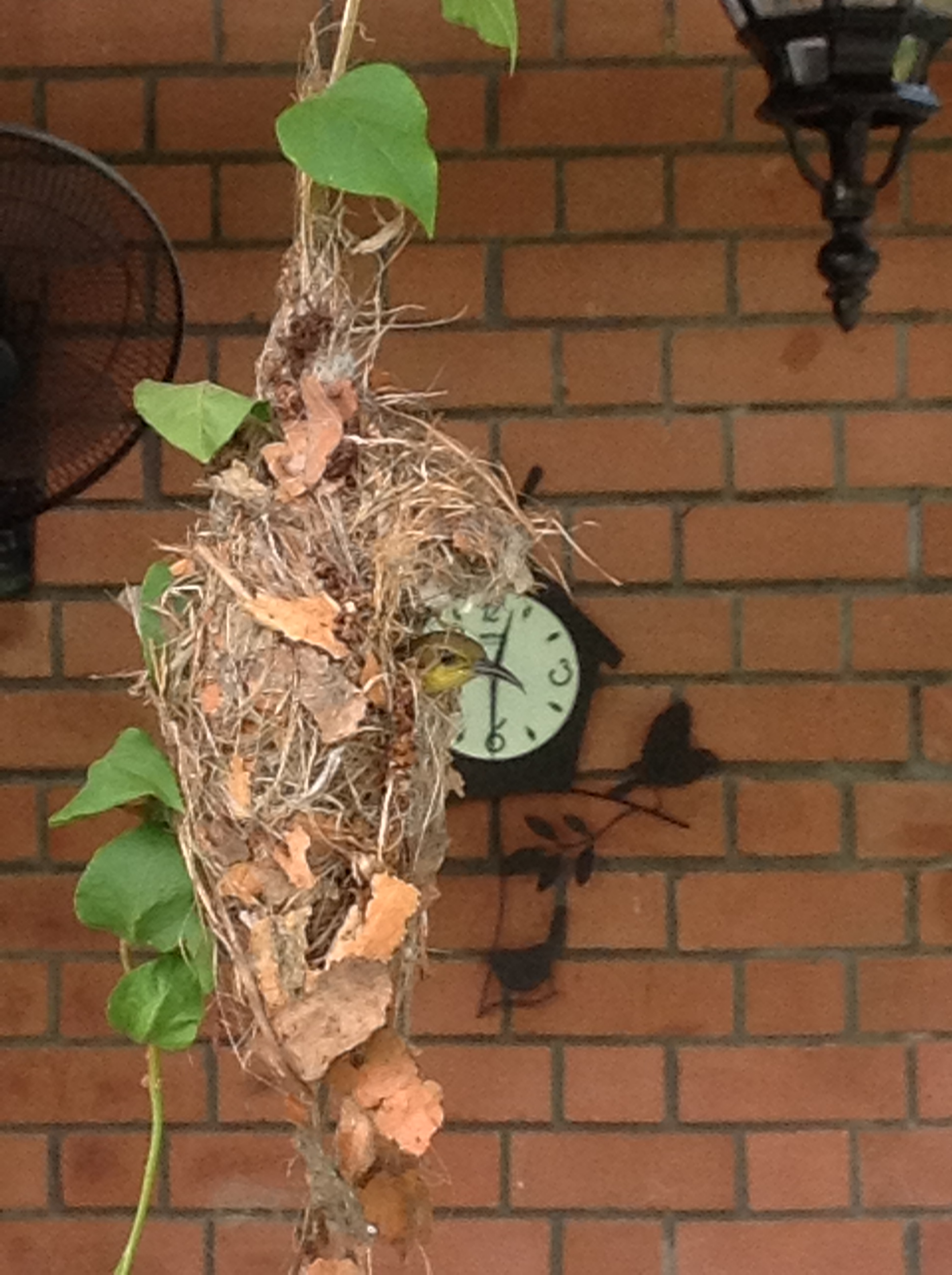
Vrouwtje bij nest

## Status
De soendahoningzuiger heeft een ruim verspreidingsgebied en daardoor alleen al is de kans op uitsterven uiterst gering. De grootte van de populatie is niet gekwantificeerd en er is geen aanleiding te veronderstellen dat de soort in aantal achteruit gaat. De afsplitsing van deze soort is (nog) niet verwerkt op de Rode Lijst van de IUCN.